# Elizabeth Hay, Countess of Erroll

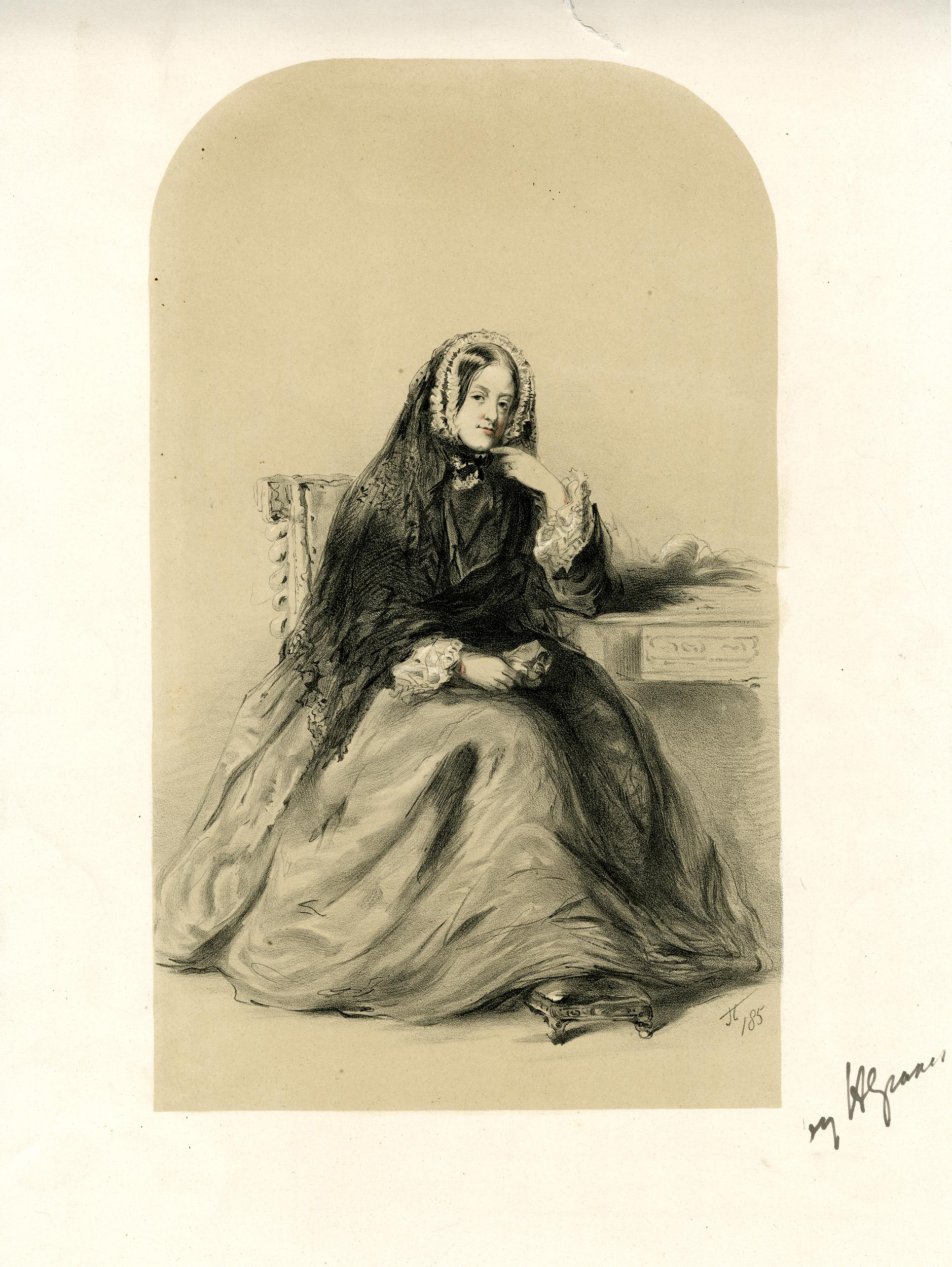
Elizabeth Hay, Countess of Erroll (1842)

Elizabeth Hay, Countess of Erroll (geborene Elizabeth FitzClarence, * 17. Januar 1801; † 16. Januar 1856 in Edinburgh, Schottland) war eine uneheliche Tochter von Prince William, Duke of Clarence and St Andrews, dem späteren König Wilhelm IV., und seiner langjährigen Mätresse Dorothea Jordan.
Im Alter von 19 Jahren heiratete sie am 4. Dezember 1820 William Hay, 18. Earl of Erroll in Westminster. Als dessen Gattin führte sie den Höflichkeitstitel Countess of Erroll. Dank ihrer Verbindung zum König wurde ihr Ehemann 1839 zum Lord Steward of the Household ernannt. Elizabeth ist auf einem Fitzclarence-Familienporträt im House of Dun abgebildet. Als Erinnerung an ihren Vater behielt sie einen Stein, der nach ihm geworfen wurde, und die Handschuhe, welche er bei seiner ersten Parlamentseröffnung trug.
Mit ihrem Ehemann hatte sie vier Kinder:
- Lady Ida Harriet Augusta Hay (1821–1867), eine der Brautjungfern der Königin Victoria, ⚭ Charles Noel, 2. Earl of Gainsborough;
- William Harry Hay, 19. Earl of Erroll (1823–1891), ⚭ Eliza Amelia Gore;
- Lady Agnes Georgiana Elizabeth Hay (1829–1869), ⚭ James Duff, 5. Earl Fife; ihr Sohn, Alexander Duff, 1. Duke of Fife, heiratete Prinzessin Louise, eine Tochter von Eduard VII.;
- Lady Alice Mary Emily Hay (1835–1881), ⚭ Charles Edward Allen (1824–1882; alias Charles Edward Louis Casimir Stuart, Count d’Albanie[3]).